# كاري آن هارست
كاري آن هارست (بالإنجليزية: Cary Ann Hearst)‏ هي مغنية أمريكية، ولدت في 10 أغسطس 1979.